# Jim Martin
James Martin (Hayward, California, 21 de julio de 1961), más conocido como "Big" Jim Martin, fue el guitarrista principal en los grupos EZ-Street, Vicious Hatred, Agents of Misfortune, Recluse, Pigs of Death y Faith No More.

## Faith No More
Martin se incorporó a Faith No More en 1983. Realizó una gran contribución al grupo en los álbumes anteriores a Patton y su guitarra domina en canciones como We Care A Lot o Introduce Yourself. Otros miembros (Mike Bordin: batería, Billy Gould: bajo y Roddy Bottum: teclados) comenzaron a sentirse más cómodos en cuanto a la composición de nuevas canciones y la autoestima del grupo aumentó.
A pesar de esto, Chuck Mosley, el vocalista fue expulsado en 1988 a causa de varios conflictos con los otros integrantes. 
Al poco tiempo se grabó The Real Thing, el tercer álbum de Faith No More, donde se aprecia una reafirmación en el sonido de la banda.
De todas formas, en la expulsión de Mosley también contribuyó la gran influencia que tenía Mike Patton en el grupo, quien posteriormente pasaría a ser el nuevo vocalista. Años después, Martin diría en su ya inactiva página web, que en su opinión, The Real Thing era el álbum ideal de Faith No More, tanto en el proceso de creación como en la posterior gira.
El sonido del grupo experimentó un cambio radical en su siguiente álbum, Angel Dust. Ahora la voz predominaba sobre las guitarras, y esto fue algo que no agradó a Martin. Su situación fue empeorando poco a poco, teniendo problemas en los ensayos y en la composición. Finalmente, el guitarrista fue despedido el 30 de noviembre de 1993, aparentemente por fax, ya que las cosas no mejoraban.
Su padre murió cuando estaba grabando Angel Dust, lo que le ocasionó inestabilidad emocional.

## Carrera en solitario
El proyecto en solitario de Jim Martin se llamó originalmente "The Behemoth", pero decidió cambiarlo debido a la existencia de un grupo polaco de black metal llamado Behemoth.
Su primer y único álbum en solitario se titula Milk And Blood, el cual incluye una versión de la canción Surprise! You're Dead del álbum The Real Thing, por Faith No More.
Jim acompañó como guitarrista principal al grupo de punk "Fang" en su gira entre los años 1998 y 2000.

## Discografía

### Como miembro
- Faith No More - We Care A Lot (1985)
- Faith No More - Introduce Yourself (1987)
- Faith No More - The Real Thing (1989)
- Faith No More - Angel Dust (1992)
- Voodoocult - Voodoocult (1995)
- The Behemoth - The Behemoth (1996)
- Jim Martin - Milk And Blood (1997)
- Anand Bhatt/Jim Martin - Conflict (2000)

### Como artista invitado
- Die Krupps - The Final Option (1993) - "Crossfire"
- Metallica - Garage Inc. (1998) - "Tuesday's Gone"
- Primus - Antipop (1999) - "Eclectic Electric"
- Flybanger - Headtrip to Nowhere (2001) - "Cavalry"
- Echobrain - Echobrain (2002)

- Datos: Q1381363